# Old Romney
Old Romney is een civil parish in het bestuurlijke gebied Folkestone & Hythe, in het Engelse graafschap Kent.